# 17081 Джейті
17081 Джейті (17081 Jaytee) — астероїд головного поясу, відкритий 8 травня 1999 року.
Тіссеранів параметр щодо Юпітера — 3,542.